# نودوسفالوسور
نودوسفالوسور (نام علمی: Nodocephalosaurus) نام یک سرده از تیره خمیده‌خزندگان است.